# Gaultheria codonantha
Gaultheria codonantha är en ljungväxtart som beskrevs av Airy-shaw. Gaultheria codonantha ingår i släktet Gaultheria och familjen ljungväxter. Inga underarter finns listade i Catalogue of Life.